# Ihsan Maulana Mustofa

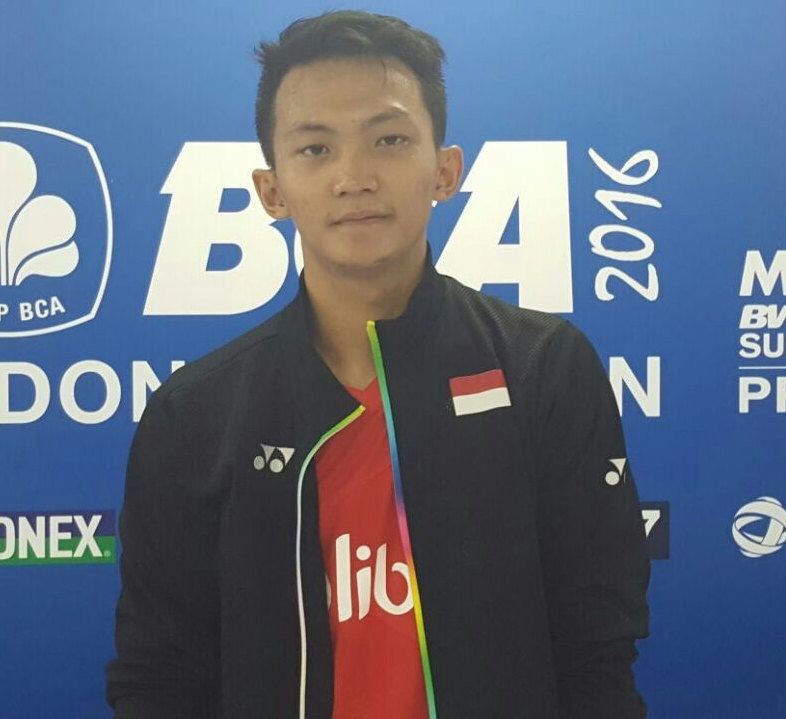
Ihsan Maulana Mustofa, 2016

Ihsan Maulana Mustofa (* 18. November 1995 in Tasikmalaya) ist ein indonesischer Badmintonspieler.

## Karriere
Ihsan Maulana Mustofa wurde 2012 indonesischer Juniorenmeister. Ein Jahr später gewann er bereits Bronze bei den Erwachsenen. Bei den Juniorenweltmeisterschaften 2013 erkämpfte er sich Bronze. 2013 startete er bei den Badminton-Asienmeisterschaften, 2014 im Thomas Cup. 2018 gewann er das erstmals ausgetragene Indonesia Masters Super 100.